# Яичный Яр (балка)
Яичный Яр (устар. овраг Красный) — балка в Воронежской области России. Начинается близ села Андреевка (к западу от него). Заканчивается в селе Подгорное на левом берегу реки Россошь в 38 км от её устья (50°26′38″ с. ш. 39°37′42″ в. д.). По балке периодически происходит сток воды. Данный водоток имеет длину 12 км и площадь водосборного бассейна — 43,4 км².

## Данные водного реестра
В данных государственного водного реестра России этот водоток записан как река оврага Красный. Возможно, так был он назван по небольшому ответвлению балки Яичный Яр — балки Квасной Яр. Данная река относится к Донскому бассейновому округу, водохозяйственный участок реки — Дон от города Павловск и до устья реки Хопёр, без реки Подгорная, речной подбассейн реки — бассейны притоков Дона до впадения Хопра. Речной бассейн реки — Дон (российская часть бассейна).
Код объекта в государственном водном реестре — 05010101212107000004447.